# Karl Zerlauth
Karl Zerlauth (* 16. Oktober 1894 in Ludesch; † 3. August 1967 ebenda) war ein österreichischer Politiker (CS, ÖVP) und Landwirt. Zerlauth war von 1928 bis 1938 und von 1945 bis 1949 Abgeordneter zum Vorarlberger Landtag, im Jahr 1945 Mitglied des Vorarlberger Landesausschusses und von 1945 bis 1949 Regierungsreferent in der Vorarlberger Landesregierung.

## Leben und Wirken
Karl Zerlauth wurde am 16. Oktober 1894 als Sohn des Bauern Martin Anton Zerlauth und dessen Frau Maria Katharina in der Vorarlberger Gemeinde Ludesch geboren. Nachdem er die Volksschule in Ludesch absolviert hatte, arbeitete er auf dem Bauernhof seines Vaters und als Ziegeleiarbeiter. In den Jahren 1915 bis 1917 leistete er Kriegsdienst mit den Bludenzer Standschützen an der Südfront. Anschließend besuchte Zerlauth von 1917 bis 1919 die Landwirtschaftliche Fachschule in Winkelhof bei Oberalm im Bundesland Salzburg, wo er im Anschluss an seine Ausbildung bis 1920 als Praktikant und Verwalter beschäftigt wurde. 1920 kaufte er ein eigenes Anwesen in Ludesch und heiratete ein Jahr später, am 7. November 1921, seine erste Frau Nothburga.
Im Jahr 1925 wurde Karl Zerlauth erstmals als Kammerrat in der Landwirtschaftskammer Vorarlberg gewählt. Von 1928 bis 1938 war er in weiterer Folge Landwirtschaftkammerpräsident von Vorarlberg. Am 2. April 1928 wurde er dann im Wahlbezirk Bludenz zum Abgeordneten zum Vorarlberger Landtag gewählt, wo er die Christlichsoziale Partei bis zum 13. November 1934 vertrat. 1929 erfolgte die Wahl Zerlauths zum Gemeindevorsteher seiner Heimatgemeinde Ludesch, was er bis 1934 blieb. Am 14. November 1934 wurde Karl Zerlauth aufgrund der neuen Gesetze des österreichischen Ständestaats vom Landeshauptmann als Standesvertreter des Berufsstands Land- und Forstwirtschaft zum Landtagsabgeordneten ernannt. Dies blieb er bis zur Machtübernahme durch die Nationalsozialisten im Jahr 1938. Am 1. Oktober 1934 heiratete Zerlauth nach dem Tod seiner ersten Frau am 17. Juli 1933 seine zweite Frau Gebhardina Paula, mit der er in weiterer Folge sieben gemeinsame Kinder bekam.
Nach dem Zweiten Weltkrieg und der Befreiung Österreichs durch die Alliierten wurde Karl Zerlauth von Ulrich Ilg in die erste provisorische Landesregierung, den so genannten Vorarlberger Landesausschuß, mit Zuständigkeit für die Ressorts Ernährung und Landwirtschaft berufen. Zerlauth besetzte damit in der neuen Landesregierung eine Schlüsselposition als Vertreter der neu gegründeten ÖVP. Nach der Landtagswahl am 25. November 1945 wurde Zerlauth sowohl abermals Landtagsabgeordneter als auch Regierungsreferent für Ernährungsfragen in der Landesregierung Ilg I. Sowohl sein Amt in der Landesregierung als auch jenes im Landtag übte er bis zum Jahr 1949 und der nächsten Landtagswahl aus, nach der er aus der Landespolitik ausschied. Weiterhin aber betätigte sich Karl Zerlauth ab 1947 als Präsident der Vorarlberger Landwirtschaftskammer. Aus diesem Amt schied er erst im Jahr 1962 aus. Für seine Bemühungen um die Landwirtschaft und das Land Vorarlberg wurden ihm 1960 der Berufstitel Ökonomierat und 1964 das Silberne Ehrenzeichen des Landes Vorarlberg verliehen.